# اینفانت گابریل اسپانیا
اینفانت گابریل اسپانیا (انگلیسی: Infante Gabriel of Spain) اینفانت اسپانیا و از دودمان بوربون بود. پدرش کارلوس سوم اسپانیا و مادرش ماریا آمالیا بود.